# 奧斯陸峽灣
59°21′N 10°35′E / 59.350°N 10.583°E

奧斯陸峽灣地圖

奧斯陸峽灣（挪威語：Oslofjorden，挪威語發音：[ˈʊ̂ʂlʊˌfjuːɳ]）是位於挪威首都奧斯陸南部的一個海灣，是斯卡格拉克海峽的一部份。奧斯陸峽灣並不是一個地理意義上的峽灣——挪威語中“fjor”可以指大面積水道。